# 霍赫特爾山
47°33′2.9″N 13°12′42.7″E / 47.550806°N 13.211861°E
霍赫特爾山（德語：Hochtörl），是奧地利的山峰，位於該國中部，由薩爾茨堡州負責管轄，屬於滕嫩山脈的一部分，海拔高度1,919米，該山峰陡峭因此具挑戰性。